# Hybrizon pilialatus
Hybrizon pilialatus là một loài tò vò trong họ Ichneumonidae.